# Thecocarcelia latimana
Thecocarcelia latimana là một loài ruồi trong họ Tachinidae.